# Создание мира
Создание мира, миропостроение (англ. worldbuilding) — это процесс построения воображаемого мира, иногда связанного с целой вымышленной вселенной. Получившийся мир можно назвать сконструированным гипотетическим миром. Разработка воображаемого сеттинга с такими связными качествами, как история, география и экология, является ключевой задачей для многих писателей-фантастов. Миропостроение часто включает в себя создание карт, предыстории и персонажей. Построенные миры могут обогатить предысторию и историю вымышленных произведений, и авторы нередко пересматривают свои построенные миры, завершая связанные с ними работы.[уточнить] Созданные миры могут создаваться для личного развлечения и умственных упражнений, или в рамках конкретных творческих усилий, таких как романы, видеоигры или ролевые игры.

## Этимология
Термин «worldbuilding» был впервые использован в «Эдинбургском обзоре» в декабре 1920 г. и появился в статье Артура Стэнли Эддингтона «Пространство-время и гравитация: обзор общей теории относительности», чтобы описать процесс придумывания гипотетических миров с различными физическими законами.
Это понятие использовалось в критике научной фантастики и фэнтези с момента появления в книге Ричарда Эдгара Лупоффа «Эдгар Райс Берроуз: знаток по части авантюр» (1965).

## История
Создание литературных вымышленных миров было впервые исследовано такими фантастическими авторами, как Джордж Макдональд, Дж. Р. Толкиен, Дороти Л. Сэйерс и К. С. Льюис. Толкиен затронул эту проблему в своем эссе «О волшебных сказках», в котором он заявил, что «Вторичный мир» или «Суб-творение» (построенный мир) существенно отличается от искусства написания пьес: «Очень мало о деревьях, поскольку деревья могут быть вовлеченными в пьесу». Созданные миры отходят от повествования, персонажей и фигур и могут исследовать «деревья как деревья» или аспекты мира самого в себе. Более поздний анализ фантазийных миров в 1960-х годах контекстуализировал их в повествовании произведений, предлагая анализ историй в мире, но не мира самого по себе. Медиафраншизы похожи на построенные миры, но не обязательно полагаются на них; например, у медиафраншизы «Звездные войны» есть построенный мир, а у «Битлз» в качестве франшизы — нет. В 2000-х годах создание миров в кино стало популярным. Когда-то писатели стремились создать персонажа, который мог бы выдержать несколько историй, а теперь они создают мир, который может выдержать несколько персонажей и историй.

## Методы
Миропостроение может быть спроектировано сверху вниз, снизу вверх или при комбинации этих подходов. Официальное руководство построения мира для игры Dungeons & Dragons обозначают эти термины как «снаружи внутрь» и «изнутри наружу» соответственно. В нисходящем подходе дизайнер сначала создает общее описание мира, определяя общие характеристики: жителей мира, уровень технологий, основные географические особенности, климат и история. Оттуда они развивают остальной мир с возрастающей детализацией. Этот подход может включать создание основ мира, за которыми следуют такие уровни, как континенты, цивилизации, нации, города и поселки. Мир, построенный сверху вниз, имеет тенденцию быть хорошо интегрированным, с соответствующими компонентами, подходящими друг другу. Однако может потребоваться значительная работа, прежде чем будет завершено достаточно подробностей, чтобы сеттинг стал полезным, например, в качестве сеттинга для истории.
Используя подход «снизу вверх», дизайнер фокусируется на небольшой части мира, необходимой для него или его целей. Этому месту придают множество деталей: местную географию, культуру, социальную структуру, правительство, политику, торговлю и историю. Могут быть также описаны видные местные жители и их отношения друг с другом. Затем на более низком уровне детализации описываются окружающие области, причем описание становится все более неточным с увеличением расстояния от исходного местоположения. Позже дизайнер может расширить описание других областей мира. Такой подход обеспечивает практически немедленное применение сеттинга с подробностями, относящимися к определенной истории или ситуации. Однако такой подход может привести к миру, изобилующему противоречиями. Комбинируя подходы «сверху вниз» и «снизу вверх», дизайнер может пользоваться преимуществами обоих. Впрочем, это очень трудно сделать, потому что из-за необходимости начать с обеих сторон приходится делать в два раза больше работы, что может задержать появление желаемого продукта.
Несмотря на то, что требуется значительная работа для разработки достаточного количества деталей, чтобы сеттинг был полезным, не все аспекты сеттинга могут быть изучены[уточнить], и вместо этого часто используется подход, называемый предположительное построение мира (англ. inferred worldbuilding). Предположительное построение мира — это когда автор предоставляет достаточно подробную информацию о различных частях сеттинга, чтобы читатели могли развить то, что написано, чтобы прийти к собственным выводам относительно конкретных деталей, которые не были затронуты. Это особенно полезно для сеттингов в ролевых играх, поскольку отдельные игры требуют создания определенных деталей в каждом конкретном случае, чтобы история ролевой игры заработала.

## Элементы
С точки зрения игрового дизайна, цель построения мира — создать контекст для истории. Непротиворечивость является важным элементом, так как мир обеспечивает основу для действия истории. Однако Дж. Р. Р. Толкиен описал цель построения мира как создание погружения или «очарования», как он выразился, и описания мира могут быть полностью оторваны от истории и повествования.
Необитаемый мир может быть полезен для определенных целей, особенно в научной фантастике, но большая часть построенных миров имеют один или несколько видов разумных существ. Эти существа могут создавать культуры и языки. Дизайнеры в области твёрдой научной фантастики могут проектировать флору и фауну к концу процесса построения мира, тем самым создавая формы жизни с адаптацией к окружающей среде в научно-новых ситуациях.

## Физика
Возможно, самое основное соображение в построении мира — то, в какой степени вымышленный мир будет основан на физике реального мира в сравнении с магией. В то время как магия является более распространенным элементом фэнтезийных сеттингов, научно-фантастические миры могут содержать их магические или технологические эквиваленты. Например, у боевого класса биотиков в научно-фантастической серии игр Mass Effect есть научно описанные в игре способности, которые похожи на способности магов в фэнтезийных играх. В научно-фантастическом романе «Полночь у колодца душ» существует магия, но она объясняется с научной точки зрения.
Некоторые вымышленные миры меняют законы физики реального мира; путешествие быстрее света — распространенная норма в научной фантастике. Миропостроение может сочетать в себе физику и магию как в сериале «Темная башня» и франшизе «Звездные войны».

## Космология
Построенные миры часто имеют космологии, как в научном, так и в религиозном смыслах этого слова. Проектирование фантастических миров, особенно тех, в которых есть космические общества, обычно влечет за собой создание звездной системы и планет. Если дизайнер хочет применить реальные принципы астрономии, он или она может разработать подробные астрономические показатели для орбиты мира и определить физические характеристики других тел в той же системе; это задаёт хронологические параметры, такие как продолжительность дня и продолжительность сезонов. Некоторые системы намеренно причудливы. Для романов Ларри Нивена «Интегральные деревья» и «Кольцо дыма» Нивен разработал среду «свободного падения» — кольцо газового тора с пригодным для жизни давлением, температурой и составом вокруг нейтронной звезды.
Фантастические миры могут также включать уникальные космологии. В Dungeons and Dragons физический мир называется Первичным Материальным Планом, но для игры доступны другие планы существования, посвященные моральным или элементарным концепциям, такие как сеттинг Spelljammer, который обеспечивает совершенно новую фантастическую астрофизическую систему. Некоторые фэнтезийные миры содержат религии. Например, серия Elder Scrolls содержит множество религий, исповедуемых различными расами мира. Мир видеоигры Summoner 2000 года имеет хорошо развитую космологию, включая миф о сотворении мира.

## Культура
Построенные культуры являются типичным элементом создания миров. Создатели миров иногда используют человеческие цивилизации прошлого в качестве модели для вымышленных обществ. Например, видеоигра 1990 года «Worlds of Ultima: The Savage Empire» разворачивается в мире, полном племен, основанных на цивилизациях в ранней Мезоамерике и Африке. Этот метод может сделать вымышленный мир более доступным для аудитории. Саймон Провенчер заявил как «золотое правило» построения мира, что «… если не указано иное, предполагается, что все в вашем мире ведет себя точно так же, как и в реальном мире». Другой пример — Стивен С. Лонг, представитель ролевой игры Champions, который заявил, что "все, что происходило в реальном мире, также разворачивалось точно так же во Вселенной Champions. Это означает, что любые прошлые войны, выборы и технологические достижения в нашем мире происходили одинаково во Вселенной Champions, если не указано иное. Особенной проблемой может стать создание непротиворечивой культуры пришельцев. Для этого некоторые дизайнеры также обращались за вдохновением к человеческим цивилизациям, например, общество ромуланцев из Star Trek напоминает общество древнего Рима. Вымышленная история мира может объяснить отношения между различными обществами в прошлом и настоящем, что может дать ход повествованию. Например, прошедшая война стала ключевой точкой сюжета в сериях Шаннара и Летописи Белгариада.

## Типы построенных миров
Примерами построенных миров являются «Плоский мир» Терри Пратчетта, псевдо-земной век Хайборийской эры в Конане, планета Арракис в «Дюне», континент Тамриэль в серии игр The Elder Scrolls, Земноморье Урсулы Ле Гуин, субконтинент Хаяо Миядзаки в «Навсикая из Долины ветров», местоположение Средиземья Дж. Р. Р. Толкиена во Властелине колец.
Построенные миры не всегда ограничиваются одним типом истории. Лоуренс Уотт-Эванс создал Этшар для ролевой игры, прежде чем использовать его в качестве сеттинга в романе. Первоначально М. А. Р. Баркер разработал Текумель задолго до появления ролевых игр, но многие геймеры, включая самого Баркера, использовали его в качестве сеттинга для таких игр.
Общая вселенная — это вымышленная вселенная, которую могут использовать разные авторы. Примерами общих вселенных являются расширенная вселенная Звёздных войн и сеттинг кампании, разработанной специально для ролевых игр.

## Применение методов миропостроения
Консультант по инновациям и дизайнер спекулятивного будущего Лия Зайди предлагает применять методы построения миров из научной фантастики для разработки и описания сложных наборов альтернативных реальностей будущего. Зайди считает, что практика научных фантастов имеет большой потенциал и может сыграть ключевую роль в обществе. Область исследований под названием переходное проектирование (англ. transition design) представляет собой модель из семи оснований миропостроения для разработки и перехода к устойчивому будущему:
1. Философская основа: состоит из эпистемологии (теории знания), метафизики (природы реальности), аксиологии (теории ценностей, этики и эстетики), логики, разума и антропологии (человеческой природы)
2. Политическая основа: касается общественной сферы, создания, поддержания и управления такими структурами и системами, как нации, и политической теории, включая верховенство права, существующие концепции мирового порядка, гражданства, прав, свободы, справедливости и характера власти.
3. Экономическая основа: краеугольным камнем является управление богатством и ресурсами в рамках системы. Она охватывает мировую экономику, рынки, торговлю, налоги, корпорации, природные ресурсы, рабочую силу, модели финансирования и концепцию денег как точек воздействия. Конкретные примеры это прекращение работы[уточнить], криптовалюты или глобальная валюта, или уход от потребления.
4. Экологическая основа: включает в себя экологические системы и ресурсы нашего мира, а также физическое и контекстуальное пространства. Например, местное против глобального, городское против сельского, география, территория, близость[уточнить] и население — всё это аспекты окружающей среды. В индивидуальном масштабе тело можно рассматривать как физическую среду для разума, а в повествованиях среду можно приравнять к сеттингу.
5. Научно-техническая основа: это фундамент, на котором стоит научная фантастика. Он влечет за собой наблюдение и экспериментирование с природным и физическим миром, последовательные инновации и изобретения, а также систематический, методический подход к развитию знаний, исследований и их применения.
6. Общественная основа: люди — социальные существа, а социальные системы, которые мы создаем, лежат в основе нашей повседневной жизни. Общественная основа обращается к динамике отношений нашего мира и систем внутри него. Другими словами, разработанные нами конструкты должны использоваться, чтобы облегчить наши отношения друг с другом. Точки воздействия в этой основе включают типы отношений, групп и институтов, язык, гендерную динамику, игру[уточнить], преступность, дискриминацию, а также более абстрактные понятия, такие как статус, настроения, социальные иерархии и масштабы участия / организации.
7. Художественная основа: искусство — это фундаментальная человеческая деятельность и отличительная черта нашего вида. Искусство определяется как «выражение или применение человеческого творческого мастерства и воображения, обычно в визуальной форме, такой как живопись или скульптура, создание произведений, которые должны цениться прежде всего за их красоту или эмоциональную силу» (Oxford Living Dictionaries, Art, 2017). Когда другие основания находятся в разногласии, художественная основа имеет тенденцию первой реагировать в попытке компенсировать остальные. Искусство и художники иногда стремятся быть вне своего времени. Хотя научная фантастика сама по себе является формой искусства, есть возможность лучше выразить значение и влияние искусства как точки влияния в предпочтительном будущем. Например, политическая борьба может проявляться как пропаганда против укоренившейся власти и граффити от восставшего лагеря. Будущие реальности обращающиеся к этой основе могут включать новые формы выражения, условия существования нового творческого общества после отказа от работы или использование экспериментального будущего (мета-вариант, который может стать возможным благодаря дополненной и виртуальной реальностей).

## Критика
Писатель и редактор журнала Electric Literature Линкольн Мишель считает, что созданию миров уделяют слишком много внимания:
Миропостроение является наиболее переоцененным и чрезмерно используемым понятием в художественной литературе. В то время как создание миров является важной частью некоторых видов художественной литературы в паре жанров, это в значительной степени контрпродуктивная концепция для большинства художественных произведений.